# Akumaa Mama Zimbi
Akumaa Mama Zimbi, còn được gọi là Tiến sĩ Joyce Akumaa Dongotey-Padi , là một nhà báo phát thanh và truyền hình, nhà hoạt động vì quyền phụ nữ, blogger, cố vấn hôn nhân, và một nữ diễn viên người Ghana. Akumaa được biết đến với những cách thể hiện hấp dẫn, nhưng kích thích tình dục, của việc nói "Medaase" (Cảm ơn bạn). Những cách mang mũ đội đầu đặc biệt của cô ấy cũng xuất hiện như một thương hiệu Akumaa khác biệt. Về điều này, rất ít thông tin về cuộc sống ban đầu của Akumaa cũng như nền tảng giáo dục và gia đình của cô. Tuy nhiên, người ta biết rằng cha cô là một cảnh sát và chồng cô là một doanh nhân mà cô đã kết hôn được hơn hai mươi bốn năm.

## Cuộc sống chuyên nghiệp
Akumaa nổi lên như một nữ diễn viên nổi tiếng vào đầu những năm 1990 khi cô góp mặt trong Cantata Show nổi tiếng với tư cách là "gái nhà". Chương trình này được tổ chức bởi Đài truyền hình Ghana. Mối quan tâm của cô đối với báo chí phát sóng, chính xác là trên đài phát thanh, bắt đầu vào đầu những năm 2000. Trong cuộc phỏng vấn với Deloris Frimpong Manso, Akumaa nói rằng Rosemary, một người bạn rất thân của cô, đã khuyến khích cô đến thăm Joy FM, chi nhánh Tema, vào năm 2000 để thảo luận về sở thích làm việc với đài phát thanh Ghanaian nổi tiếng này như một đài phát thanh người trình bày Mặc dù Akumaa sở hữu rất ít nền tảng về báo chí phát sóng, nhưng sự nổi tiếng của cô với tư cách là một nữ diễn viên cùng với sự nhạy bén của cô như một diễn giả hùng hồn đã cho phép Joy FM cho cô cơ hội học hỏi trong công việc. Nhìn vào các nhân vật phát thanh và truyền hình như Cha Bosco, Akumaa đã áp dụng các nguyên tắc cá nhân chăm chỉ, kỷ luật và khiêm tốn tại nơi làm việc của mình và trong khoảng thời gian khoảng mười tám năm, đã vượt lên. Hiện tại, Akumaa là người dẫn chương trình cho Odo Ahomaso Show, nơi cung cấp lời khuyên quan trọng về các vấn đề quan hệ và hôn nhân trên Adom TV ở Ghana.
Nếu cái tên "Akumaa" hay "Mama Zimbi" phổ biến khắp các hộ gia đình ở Ghana, thì những lý do tốt nhất có thể được quy cho những đóng góp ban đầu của Tiến sĩ Dongotey-Padi cho Cantata Show và sự can thiệp liên tục của cô ấy vào các vấn đề về mối quan hệ của mọi người. Với vị trí cố vấn, cố vấn hôn nhân và chuyên gia về các vấn đề quan hệ / hôn nhân, Akumaa xác định là #IAmTheflixDoctor, #IAmTheBestEver và "Bác sĩ quan hệ".
Ngoài công việc là người dẫn chương trình truyền hình và đài phát thanh, Akumaa còn điều hành một quỹ, Tổ chức Mama Zimbi, thành lập năm 2004, cam kết chăm sóc và trao quyền cho phụ nữ kém may mắn, đặc biệt là góa phụ và trẻ em ở Ghana và hồi sinh hôn nhân. Thông qua Quỹ này, Akumaa có thể tiếp cận với các góa phụ và những đứa trẻ cần thiết của họ trong khi giáo dục thanh thiếu niên và thanh niên về sức khỏe sinh sản và tình dục.